# 丹妮拉·安许茨-汤姆斯
丹妮拉·安许茨-汤姆斯（德語：Daniela Anschütz-Thoms，1974年11月20日—），德国女子速度滑冰运动员。她曾代表德国获得2006年和2010年冬季奥运会速度滑冰比赛女子团体追逐赛金牌。